# Anomalia conforme
A anomalia conforme, anomalia de escala, ou anomalia de Weyl é uma anomalia, ou seja, um fenômeno quântico que quebra a simetria conformal da teoria clássica.